# ترکی کریک، شهرستان هارلن، نبراسکا
ترکی کریک، شهرستان هارلن، نبراسکا (به انگلیسی: Turkey Creek Township, Harlan County, Nebraska) یک منطقهٔ مسکونی در ایالات متحده آمریکا است که در نبراسکا واقع شده‌است.

## خصوصیات
ترکی کریک ۹۳٫۲۲ کیلومترمربع مساحت و ۸۲ نفر جمعیت دارد و ۶۵۹ متر بالاتر از سطح دریا واقع شده‌است.